# Diócesis de Alagoinhas
La diócesis de Alagoinhas (en latín: Dioecesis Alacunen(sis) y en portugués: Diocese de Alagoinhas) es una circunscripción eclesiástica latina de la Iglesia católica en Brasil, sufragánea de la arquidiócesis de San Salvador de Bahía. La diócesis es sede vacante desde el 13 de enero de 2021. 

## Territorio y organización
La diócesis tiene 16 842 km² y extiende su jurisdicción sobre los fieles católicos de rito latino residentes en 24 municipios del estado de Bahía: Alagoinhas, Acajutiba, Aporá, Araças, Aramari, Cardeal da Silva, Cipó, Conde, Crisópolis, Entre Rios, Esplanada, Heliópolis, Inhambupe, Itanagra, Itapicuru, Jandaíra, Mata de São João, Nova Soure, Olindina, Pojuca, Ribeira do Amparo, Rio Real, Sátiro Dias y Teodoro Sampaio.
La sede de la diócesis se encuentra en la ciudad de Alagoinhas, en donde se halla la Catedral de San Antonio.
En 2020 en la diócesis existían 34 parroquias.

## Historia
La diócesis fue erigida el 28 de octubre de 1974 con la bula Qui summi del papa Pablo VI, obteniendo el territorio de la arquidiócesis de San Salvador de Bahía.

## Estadísticas
De acuerdo al Anuario Pontificio 2021 la diócesis tenía a fines de 2020 un total de 629 230 fieles bautizados.
| Año                                                                             | Población            | Población | Población      | Sacerdotes | Sacerdotes    | Sacerdotes    | Bautizados por sacerdote | Diáconos permanentes | Religiosos | Religiosos | Parroquias |
| Año                                                                             | Bautizados católicos | Total     | % de católicos | Total      | Clero secular | Clero regular | Bautizados por sacerdote | Diáconos permanentes | Varones    | Mujeres    | Parroquias |
| ------------------------------------------------------------------------------- | -------------------- | --------- | -------------- | ---------- | ------------- | ------------- | ------------------------ | -------------------- | ---------- | ---------- | ---------- |
| 1976                                                                            | 374 323              | 386 651   | 96.8           | 24         | 12            | 12            | 15 596                   |                      | 13         | 45         | 18         |
| 1980                                                                            | 398 560              | 425 500   | 93.7           | 23         | 14            | 9             | 17 328                   | 2                    | 11         | 67         | 18         |
| 1990                                                                            | 454 000              | 522 000   | 87.0           | 25         | 17            | 8             | 18 160                   | 1                    | 8          | 51         | 20         |
| 1999                                                                            | 520 000              | 596 427   | 87.2           | 27         | 19            | 8             | 19 259                   | 2                    | 9          | 76         | 22         |
| 2000                                                                            | 419 000              | 598 651   | 70.0           | 28         | 20            | 8             | 14 964                   | 2                    | 9          | 77         | 22         |
| 2001                                                                            | 418 300              | 597 576   | 70.0           | 29         | 20            | 9             | 14 424                   | 2                    | 9          | 75         | 22         |
| 2002                                                                            | 477 000              | 795 890   | 59.9           | 32         | 22            | 10            | 14 906                   | 2                    | 21         | 83         | 23         |
| 2003                                                                            | 510 000              | 670 000   | 76.1           | 35         | 25            | 10            | 14 571                   | 3                    | 23         | 65         | 24         |
| 2004                                                                            | 524 000              | 680 000   | 77.1           | 40         | 29            | 11            | 13 100                   | 2                    | 19         | 66         | 25         |
| 2006                                                                            | 574 000              | 718 000   | 79.9           | 38         | 28            | 10            | 15 105                   | 2                    | 16         | 68         | 26         |
| 2010                                                                            | 611 000              | 765 000   | 79.9           | 50         | 42            | 8             | 12 220                   | 3                    | 11         | 91         | 30         |
| 2015                                                                            | 627 000              | 786 000   | 79.8           | 50         | 42            | 8             | 12 540                   | 3                    | 21         | 91         | 30         |
| 2018                                                                            | 620 000              | 778 000   | 79.7           | 53         | 44            | 9             | 11 698                   | 2                    | 21         | 71         | 34         |
| 2020                                                                            | 629 230              | 789 700   | 79.7           | 53         | 44            | 9             | 11 872                   | 2                    | 21         | 71         | 34         |
| Fuente: Catholic-Hierarchy, que a su vez toma los datos del Anuario Pontificio. |                      |           |                |            |               |               |                          |                      |            |            |            |

## Episcopologio
- José Floriberto Cornelis, O.S.B. † (13 de noviembre de 1974-24 de mayo de 1986 retirado)
- Jaime Mota de Farias † (7 de noviembre de 1986-24 de abril de 2002 retirado)
- Paulo Romeu Dantas Bastos (24 de abril de 2002-13 de enero de 2021 nombrado obispo de Jequié)
  - Sede vacante, desde 2021